# Портела (Вила-Нова-ди-Фамаликан)
Порте́ла (порт. Portela) — населённый пункт и район в Португалии, входит в округ Брага. Является составной частью муниципалитета Вила-Нова-ди-Фамаликан. Находится в составе крупной городской агломерации Большое Минью. По старому административному делению входил в провинцию Минью. Входит в экономико-статистический субрегион Аве, который входит в Северный регион. Население составляет 635 человек на 2001 год. Занимает площадь 2,51 км².
Покровителем района считается Святая Маринья (порт. Santa Marinha).